# Psychotria sentanensis
Psychotria sentanensis är en måreväxtart som beskrevs av Theodoric Valeton. Psychotria sentanensis ingår i släktet Psychotria och familjen måreväxter. Inga underarter finns listade i Catalogue of Life.